# Arístides Vega Chapú
Arístides Vega Chapú (Santa Clara, Cuba, 21 de diciembre de 1962) es un poeta, narrador y promotor cultural, perteneciente a la llamada Generación de los Ochenta. Sus obras han sido recogidas en diversasantologías publicadas en Cuba, España, Estados Unidos, Canadá y Venezuela.

## Obra
Ha publicado los siguientes libros:
Poesía:
- Últimas revelaciones en las postales del viajero, Editorial Letras Cubanas, La Habana, 1994.
- Finales de los años, Editora Abril, La Habana, 1994
- La casa del Monte de los Olivos, Editorial Unión, La Habana, 1996
- Retorno de Selím, Editorial Sed de Belleza, Cienfuegos, 1998
- El riesgo de la sabiduría, Editorial Capiro, Santa Clara, 2000
- De lo que se supone, Editorial Nave de Papel, México, 2001
- El signo del azar, Editorial Capiro, Santa Clara, 2002
- Días a la deriva, Reina del Mar Editores, Cienfuegos, 2003
- Mensajes del pan, Ediciones Orto, Granma, 2003
- Sagradas pasiones, Editorial Letras Cubanas, La Habana, 2005
- Dibujo de Salma, Editorial Capiro, Santa Clara,  2006, y Editorial Letras Cubanas, La Habana, 2008
- Que el gesto de mis manos no alcance, Antología personal, Editorial Unión, La Habana, 2007
- Después del puente, sobre las aguas, Ediciones Matanzas, 2007

Narrativa
- Soñar el mar, Novela para jóvenes, Editorial Capiro, Santa Clara, 2004
- Te regalo el cielo, novela para jóvenes, Editorial Cauce, Pinar del Río, 2006
- Un día más allá, novela, Bluebird Editions, Estados Unidos de América, 2008

Obras suyas recogidas en antologías:
- De transparencia en transparencia, Editorial Letras Cubanas, La Habana, 1993.
- Poetas cubanos actuales, Ateneo de los Teques, Venezuela, 1995.
- Los ríos de la mañana, Ediciones Unión, 1995.
- Poesía cubana: La isla entera, Editorial Betania, España, 1995.
- Mapa imaginario, Embajada de Francia, ICL, 1995.
- Nuevos juegos prohibidos, Letras Cubanas, 1997.
- Una mirada, Ediciones Luminaria, Santi Spiritus, 2002.
- La estrella de Cuba, Inventario de una expedición, Editorial Letras Cubanas, 2004.
- Pero todos sueñan, Lupus Libros, Canadá, 2004.
- La madera sagrada, Ediciones Vigía, Matanzas, 2005.
- La estrella de Cuba, Antología de la poesía cubana contemporánea. Monte Ávila Editores, Venezuela, 2006
- Poems of Contemporary Cuba, Editorial Everyboyy, Estados Unidos, 2006

Sus textos han aparecido en numerosas revistas de Cuba y el extranjero, entre ellas, Unión, Letras Cubanas, La Gaceta de Cuba, Revista Ariel, Revista Vigía, Revista Matanzas, Areíto, La nave de papel, Poesía Hispanoamericana, y algunas más.

## Datos biográficos
Miembro de la Unión de Escritores y Artistas de Cuba (UNEAC) desde 1988. Vicepresidente de la Sección de Literatura de la Filial Provincial de la UNEAC en Villa Clara y Coordinador del Círculo de la Crítica desde el 2004 al 2006.
Desde 1985 hasta 1990 radicó en la ciudad de Matanzas, donde laboró como programador de actividades de la librería “El Pensamiento”. Allí creó el proyecto de la Librerías Ateneo y desde 1988 a 1990 presidió la A.H.S. de la provincia de Matanzas.
Actualmente labora en el Centro Prov. del Libro y la Literatura de Santa Clara como promotor cultural. Es anfitrión de la tertulia Café Contigo que se desarrolla mensualmente en la sede de la UNEAC de Villa Clara y sostiene un espacio en la radio, en el programa "Hablemos", que promociona las novedades editoriales de los principales autores del país. Conduce las tertulias de los Comunicadores, La Hora de la Verdad y Nosotros los vivos, un espacio para estimular y reconocer a los escritores con resultados notables.
Dirige, desde 2007, un Taller de Creación Literaria en el municipio de Placetas y, junto a los escritores Ricardo Riverón Rojas y Jorge Ángel Hernández Pérez, un Taller de Creación Literaria en la Universidad Central de Las Villas.

## Premios y reconocimientos
- Premio Poesía “13 de Marzo” de la Universidad de La Habana, en 1993.
- Laureado por el Comité Nacional de la UJC en los años 1997, 1998 y 1999.
- Premio de Poesía del Premio Nacional Fundación de la Ciudad de Santa Clara, julio de 2001
- Premio de Literatura Infantil del Premio Nacional Fundación de la ciudad de Santa Clara, 2001.
- Premio Poesía del Concurso Internacional “Nicolás Guillén”, México, diciembre del 2001.
- Premio Nacional de Poesía “Manuel Navarro Luna”, Manzanillo, 2002.
- Premio de la Crítica  “Ser en el tiempo” Sección de literatura de la Filial Provincial de la  UNEAC, Villa Clara, 2004, por su libro de poesía Días a la deriva, Ediciones Reina del Mar, Cienfuegos, 2003
- Premio Nacional  “Alcorta” de Literatura para niños y jóvenes, convocado por la Filial Provincial de la UNEAC en Pinar del Río y su Editorial Cauce, en el 2005
- Premio de la Crítica de la Sección de literatura de la Filial Provincial de la UNEAC en Villa Clara, “Ser en el tiempo”, por su libro de poesía Sagradas pasiones, publicado por Letras Cubanas, 2005
- Premio de la Crítica de la Sección de Literatura de la Filial Provincial de la UNEAC en Villa Clara “Ser en el tiempo”, por su antología de poesía Que el gesto de mis manos no alcance, publicado por UNION en el 2007
- En el 2002 se le otorgó la Distinción “Sarapico”, por la Asamblea Municipal del Poder Popular en Santa Clara.
- En el 2002 se le otorgó la Distinción por la Cultura Cubana.